# Ceadrago
Ceadrago (en alemán, Ceadrag; h. 808 - h. 826) hijo de Drasco, fue desde 819 único Samtherrscher (príncipe) de los abodritas y hasta su caída, vasallo de los francos bajo Ludovico Pío.

## Biografía
Ceadrag fue entregado como rehén a raíz del acuerdo de paz entre su padre Drasco y el rey danés Godofredo. Creció en la corte de Godofredo en Haithabu, como garante del cumplimiento del acuerdo de paz. Cuando Drasco fue asesinado en 810, Ceadrago no estaba disponible como sucesor, por su edad o por su ausencia. Por lo tanto, Carlomagno designó en 810 en Verden al hermano de Drasco, Eslavomir como Samtherrscher de los abodritas. La situación cambió para el año 816. Bien sea porque alcanzó la mayoría de edad, o simplemente porque regresó, Ceadrago reclamó su posición como príncipe de los abodritas, y en el otoño de 816 envió una embajada abodrita al rey franco Ludovico Pío en Compiègne. Este reconoció los derechos dinásticos de Ceadrago y lo puso a gobernar junto con su tío Eslavomir en 817. Eslavomir, humillado, se volvió hacia los daneses, con cuyo apoyo hizo la guerra en Sajonia y Nordalbingien. Entonces el emperador lo hizo arrestar, y por eso a partir de 819 Ceadrago fue considerado único príncipe de los abodritas.
Ceadrago logró fortalecer su posición como Samtherrscher en la confederación tribal de los abodritas por el apoyo asegurado de la nobleza menor (meliores ac praestantiores). No obstante, en 821 fue acusado de traición por aliarse con los hijos de Godofredo, lo que hizo que el emperador intentara reintegrar a Eslavomir. Así Ceadrago fue acusado en la Dieta de 823 de no ser fiel a los francos y que durante mucho tiempo no había rendido homenaje al emperador. Este envió una delegación a Ceadrago, quien le prometió presentarse ante él en el próximo invierno. Ceadrago mantuvo esta promesa y acudió en noviembre de 823 a la Dieta en Compiègne, donde justificó de una manera aceptable ante el emperador su ausencia durante tantos años. A pesar de que parecía culpable en ciertos puntos, en consideración a los méritos de sus antepasados quedó no sólo impune, sino que además pudo regresar ricamente recompensado.
Con motivo de una nueva acusación en la dieta de 826 en Ingelheim, Ceadrago escapó de la deposición gracias a que la nobleza inferior, consultada por una comisión franca enviada con tal propósito entre los abodritas, le declararon su gobernante. Ceadrago tuvo que entregar rehenes como garantía de su futuro comportamiento correcto, y poder mantenerse como Samtherrscher de los abodritas. El procedimiento se asemejaba a los que se oponían a los vasallos imperiales desleales, a los que se retiraba el feudo o se les dejaba, por en la gracia imperial.
No consta en las fuentes si Ceadrago seguía siendo el Samtherrscher cuando Ludovico Pío envió en 838/839 un ejército franco contra los abodritas. Esta controversia marca el final de la alianza de los francos con los abodritas que había durado desde el año 780. 
Del tiempo de Ceadrago data la primera construcción del Burg en Liubice (Alt-Lübeck="Viejo Lübeck") (dendrodatado de 817 a 819) y la construcción del castillo Delbende en el Elba en el año 822.